# Bahnstrecke Forst–Guben
| Streckennummer: | 6573                                |                             |                             |
| Kursbuchstrecke (DB): | 2060 (1981)                         |                             |                             |
| Kursbuchstrecke: | 154e (1934) 178h (1944) 177h (1946) |                             |                             |
| Streckenlänge: | 27,3 km                             |                             |                             |
| Spurweite: | 1435 mm (Normalspur)                |                             |                             |
| Streckenklasse: | CM4                                 |                             |                             |
| |                                     |                             |                             |
| \| \| \| von Żary \| \| \| \| \| von Weißwasser \| \| \| \| 0,0 \| Forst (Lausitz) \| Forst (Lausitz) \| \| \| \| von und nach Cottbus \| \| \| \| 4,6 \| Mulknitz \| Mulknitz \| \| \| 7,9 \| Briesnig Hst, ehem. Bf \| Briesnig Hst, ehem. Bf \| \| \| 11,7 \| Horno \| Horno \| \| \| 14,3 \| Grießen (Niederlausitz) Hst \| Grießen (Niederlausitz) Hst \| \| \| 18,2 \| Taubendorf \| Taubendorf \| \| \| 20,1 \| Groß Gastrose \| Groß Gastrose \| \| \| \| Anschluss Kies \| \| \| \| 23,8 \| Schlagsdorf früher Bf \| Schlagsdorf früher Bf \| \| \| \| von Cottbus \| \| \| \| 27,3 \| Guben Süd \| Guben Süd \| \| \| \| nach Guben \| \| |                                     |                             |                             |
| Strecke |                                     | von Żary                    | von Żary                    |
| Abzweig geradeaus und ehemals von links |                                     | von Weißwasser              | von Weißwasser              |
| Bahnhof | 0,0                                 | Forst (Lausitz)             | Forst (Lausitz)             |
| Abzweig ehemals geradeaus, nach links und ehemals von links |                                     | von und nach Cottbus        | von und nach Cottbus        |
| Haltepunkt / Haltestelle (Strecke außer Betrieb) | 4,6                                 | Mulknitz                    | Mulknitz                    |
| Haltepunkt / Haltestelle (Strecke außer Betrieb) | 7,9                                 | Briesnig Hst, ehem. Bf      | Briesnig Hst, ehem. Bf      |
| Haltepunkt / Haltestelle (Strecke außer Betrieb) | 11,7                                | Horno                       | Horno                       |
| Haltepunkt / Haltestelle (Strecke außer Betrieb) | 14,3                                | Grießen (Niederlausitz) Hst | Grießen (Niederlausitz) Hst |
| Haltepunkt / Haltestelle (Strecke außer Betrieb) | 18,2                                | Taubendorf                  | Taubendorf                  |
| Bahnhof (Strecke außer Betrieb) | 20,1                                | Groß Gastrose               | Groß Gastrose               |
| Abzweig ehemals geradeaus und von links |                                     | Anschluss Kies              | Anschluss Kies              |
| ehemaliger Haltepunkt / Haltestelle | 23,8                                | Schlagsdorf früher Bf       | Schlagsdorf früher Bf       |
| Abzweig geradeaus und von links |                                     | von Cottbus                 | von Cottbus                 |
| Dienststation / Betriebs- oder Güterbahnhof | 27,3                                | Guben Süd                   | Guben Süd                   |
| Strecke |                                     | nach Guben                  | nach Guben                  |

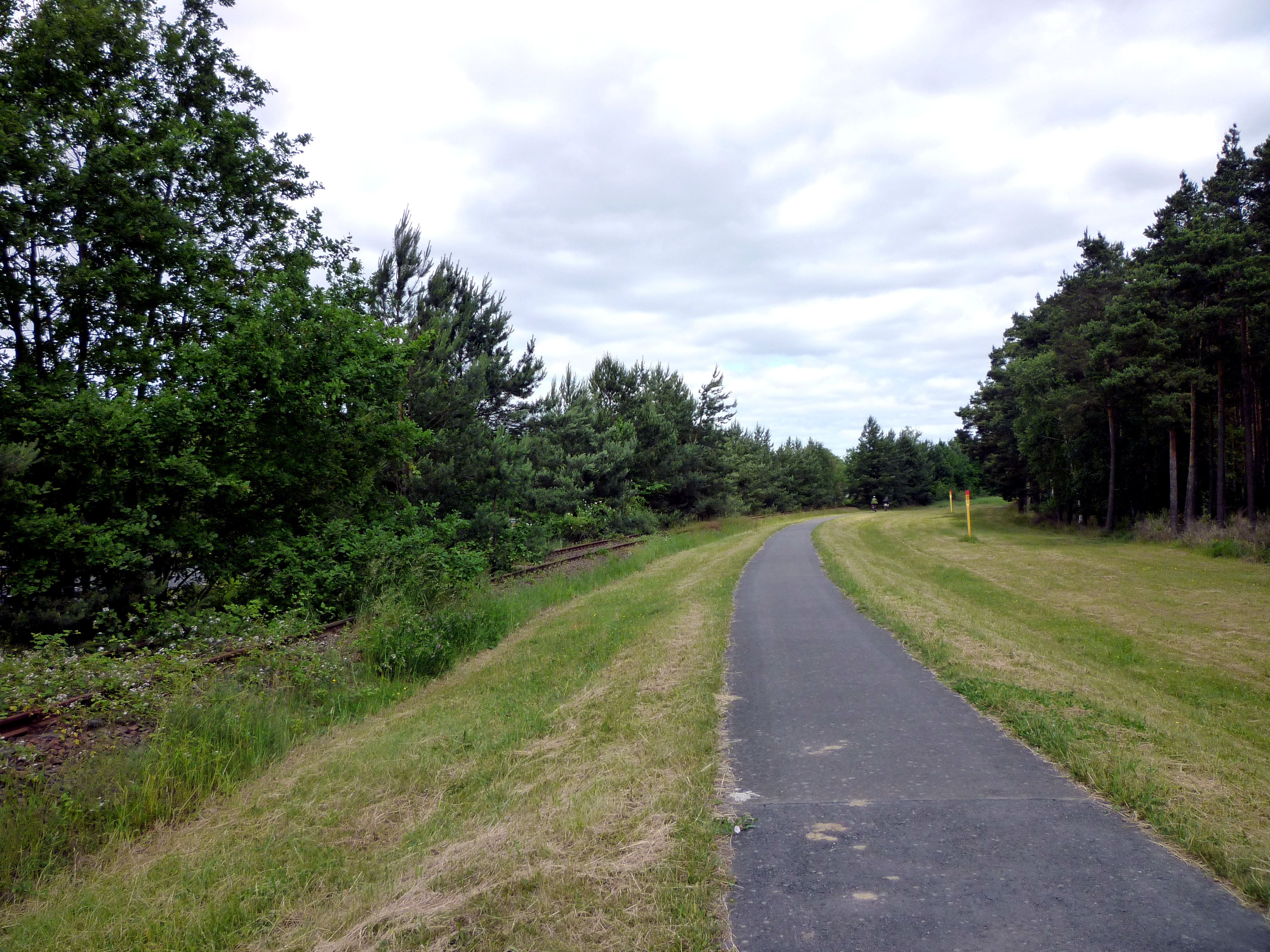
Oder-Neiße-Radweg auf dem Neißedamm zwischen Briesnig und Horno, daneben die stillgelegte Bahnstrecke

Die Bahnstrecke Forst–Guben war eine Nebenbahn im Osten des Landes Brandenburg. Sie verband die an der Lausitzer Neiße gelegenen Orte Forst (Lausitz) und Guben. Der Personenverkehr auf der Strecke wurde 1981 eingestellt, 1995 wurde die Strecke stillgelegt.

## Verlauf
Die Strecke führte in unmittelbarer Nähe zur Neiße nach Norden. Am Betriebsbahnhof Guben Süd band sie in die Hauptbahn Cottbus–Guben ein. Ausweichstellen befanden sich in Schlagsdorf, Groß Gastrose, Grießen und Briesnig sowie in den beiden Endbahnhöfen.
Seit der Stilllegung der Strecke ist diese auf dem mittleren Abschnitt abgebaut und ein Teil davon zu einem Abschnitt des Oder-Neiße-Radweges umgestaltet worden. Im Raum Forst wurde die Strecke ebenfalls zu Gunsten von Ortsstraßen teilweise abgetragen.

## Geschichte
Die Strecke wurde als eingleisige Nebenbahn am 1. Juni 1904 eröffnet. Erbauer und Betreiber waren die Preußischen Staatseisenbahnen, die Bahn unterstand der Königlichen Eisenbahndirektion der Ostbahn in Frankfurt (Oder), aus der am 1. April 1920 die Reichsbahndirektion Osten hervorging. Bereits wenige Jahre nach der Eröffnung wurde die Verbindung um weitere Haltepunkte ergänzt, so 1905 in Horno und Mulknitz und 1908 in Taubendorf.
Der Personenverkehr beschränkte sich vorrangig auf die Verbindung zwischen Guben und Forst sowie in Richtung Döbern und Weißwasser. Diese Kursbuchverbindung wurde auch nach 1945 so fortgeführt, als die Strecke der Reichsbahndirektion Cottbus zugeteilt wurde. Mit der Festlegung der Oder-Neiße-Linie als deutsche Ostgrenze änderte sich jedoch der Status der Bahn, da diese nun in unmittelbarer Grenznähe verlief. Zusammen mit weiteren Anschlussstrecken war sie so Teil einer durchgehenden Schienenverbindung immer entlang der beiden Flüsse von Stralsund bis nach Görlitz, die vor allem aus militärischer Sicht sinnvoll war.
In den 1960er Jahren wurden die Dampfzüge im Personenverkehr durch Schienenbusse der Baureihe 171 ersetzt. Da sich der Verkehr jedoch beständig zurückentwickelte, stellte die Reichsbahn den Personenverkehr zum Fahrplanwechsel am 30. Mai 1981 ein. Ein spärlicher Güterverkehr wurde allerdings noch aufrechterhalten.
Nach der Wiedervereinigung bestand kein Bedarf mehr an der Strecke, so dass, nachdem der Güterverkehr zwischen Guben und Groß Gastrose im März 1995 endete, die Strecke am 14. Dezember des gleichen Jahres  stillgelegt wurde. Die Anlagen wurden allerdings bis heute nur teilweise abgebaut, vorrangig im Bereich von Bahnübergängen. Die Schienen sind komplett abgebaut worden, die Schwellen liegen meist noch im Gleisbett. Ein Teil des Abschnitts zwischen Mulknitz und Grießen wurde seit 2006 zum Radweg umgestaltet, zwischen Grießen und Briesnig verläuft dabei der Oder-Neiße-Radweg auf der Trasse.
Seit August 2008 wurde nach Neuaufbau des Streckenabschnittes von Guben nach Schlagsdorf der Güterverkehr zum dortigen Kieswerk wieder aufgenommen.